# Ziv – Ramat Alon
Ziv – Ramat Alon (hebrejsky זיו – רמת אלון‎) je část města Haifa v Izraeli. Tvoří podčást 8. městské čtvrti Ramot Neve Ša'anan.
Jde o územní jednotku vytvořenou pro administrativní, demografické a statistické účely. Zahrnuje východní část čtvrti Ramot Neve Ša'anan, ležící na sídelních terasách v pohoří Karmel, oddělených četnými zalesněnými údolími, jimiž protékají sezónní toky (vádí). Nacházejí se tu obytné okrsky Šchunat Ziv a Ramat Alon a komplex vysoké školy Technion.
Populace je židovská, s nevýraznou arabskou menšinou. Rozkládá se na ploše 2,18 kilometru čtverečního. V roce 2008 zde žilo 9 720 lidí, z toho 8 890 židů, 230 muslimů a 100 arabských křesťanů.